# Метафора (Блэк)
В оригинале работа называется «Models and Metaphors» , написана и опубликована в 1962 году Максом Блэком (1909 - 1988) – американским аналитическим философом, получившим образование в Кембридже.
«В философии запрещено говорить о том, о чем можно говорить только метафорически, и это ставит метафору вне закона.Я хочу снять покров тайны с метафоры, которую философы, несмотря на их интерес к языку, до сих пор обходили».
1. “Как  узнать метафору?”
2. “Существуют ли какие-нибудь критерии для выделения метафор?”
3. “Является ли метафора простым украшением “чистого смысла”?”
4. “Что общего между метафорой и сравнением?”
5. “В каком смысле можно говорить, что метафора есть творческий акт?”

Эти вопросы Макс Блэк составил, как предпосылки своего исследования.
Если бы мы объясняли значение слова «метафора» ребенку, мы бы привели более простые примеры, такие, как:  'Тучи плачут' или  'Ветки сражаются друг с другом'.
Автор акцентирует факт, что мы сразу же сталкиваемся с примерами олицетворения и напоминает о сложностях, которые могут порождать даже относительно простые метафоры.
"Наше внимание сразу концентрируется на одном-единственном слове, в котором и кроется причина метафоричности. 
В цитатах поэтов термины так же носят признаки метафор, как у Томаса Брауна слово light 'свет' употреблено символически и означает нечто совершенно иное, чем в учебнике по оптике. Например, в выражении «тень Бога» добавленное слово создает более богатый смысл у субъекта предложения.
Когда мы говорим о метафоре, это простые словосочетания, в которых некоторые слова употреблены метафорически, а остальные — в своем обычном значении.
Стремление породить предложение, целиком состоящее из слов-метафор, приводит к созданию пословиц, аллегорий или загадок: 'Ночью все коровы черные'.
Примеры символизма  требуют отдельного рассмотрения.В резюме автор подводит итог своих суждений к семи требованиям:
1. Метафорическое суждение имеет два различных субъекта — главный и вспомогательный.
2. Эти субъекты зачастую выгоднее рассматривать как “системы” , чем как глобальные объекты.
3. Механизм метафоры заключается в том, что к главному субъекту прилагается система “ассоциируемых импликаций”, связанных со вспомогательным субъектом.
4. Эти импликации обычно есть не что иное, как общепринятые ассоциации, связанные в сознании говорящих со вспомогательным субъектом, но в некоторых случаях это могут быть и нестандартные импликации, установленные автором.
5. Метафора в имплицитном виде включает в себя такие суждения о главном субъекте, которые обычно прилагаются к вспомогательному субъекту. Благодаря этому метафора отбирает, выделяет и организует одни, вполне определенные характеристики главного субъекта, и устраняет другие.
6. Это влечет за собой сдвиги в значении слов, принадлежащих к той же самой семье или системе, что и метафорическое выражение, и некоторые из этих сдвигов, хотя и не все, могут быть метафорическими переносами. (Вторичные метафоры должны, однако, прочитываться менее “эмфатично”.
7. Не существует, вообще говоря, никаких “предписаний” относительно обязательности сдвигов значения — никакого общего правила, которое позволило бы объяснить, почему некоторые метафоры проходят, а другие нет.

Лингвистическая категория определяется посредством формальных критериев самого различного рода; далее,лингвист, анализирующий материал , отыскивает ту общую «идею», которая объединяет данную категорию, затем все это выражается на метаязыке лингвиста. Таким образом создаётся конструкция, допустимая в данном языке. Именно так , отталкиваясь от несемантического критерия, лингвист  исследует материал до тех пор, пока ему не удается выделить понятия, лежащие в основе этих классов. В итоге им находятся «скрытые категории», или  грамматические классы, которые не характеризуются постоянными морфологическими показателями, но узнаются лишь по характерному для членов подобных классов взаимодействию с контекстами, в которых они могут встречаться.
«Подобные выводы заставляют философов вспомнить о «семантических типах» или даже «глубинной грамматике» Витгенштейна.   Но  выделение криптотипов  не должно отталкивать даже самых консервативно настроенных профессиональных лингвистов, поскольку критерии установления криптотипов оказываются формальными».
Уорф отрицает существование прямой «корреляции» между языком и культурой и настойчиво повторяет, что «существуют связи, но не корреляции или прямые соответствия между нормами культуры и «моделями языка».Уорф рассматривает воздействие лингвистических явлений на такие частные стороны культуры, как охота, он настойчиво проводит мысль о существовании более тесных уз между языком и мышлением: язык «навязывает» нам «осмысленные противопоставления»; наши основные категории — это «создания» нашего языка.